# Нижній Тюкунь
Нижній Тюку́нь (рос. Нижний Тюкунь, башк. Түбәнге Төкөн) — присілок у складі Кармаскалинського району Башкортостану, Росія. Входить до складу Комишлінської сільської ради.
Населення — 297 осіб (2010; 356 в 2002).
Національний склад:
- башкири — 98 %